# ATP Challenger Tour Finals 2012
L'ATP Challenger Tour Finals 2012 è stato un torneo professionistico di tennis maschile giocato sul cemento indoor del Ginásio do Ibirapuera. È stata la 2ª edizione del torneo, facente parte dell'ATP Challenger Tour nell'ambito dell'ATP Challenger Tour 2012. Si è giocato a San Paolo in Brasile dal 27 novembre al 1º dicembre 2012.

## Qualificazione
| 2012 ATP Year-To-Date Challenger Rankings                                                                                          | 2012 ATP Year-To-Date Challenger Rankings | 2012 ATP Year-To-Date Challenger Rankings | 2012 ATP Year-To-Date Challenger Rankings | 2012 ATP Year-To-Date Challenger Rankings | ATP Ranking2 |
| #1 | Testa di serie2                           | Giocatore                                 | Punti                                     | Tornei                                    | ATP Ranking2 |
| --- | ----------------------------------------- | ----------------------------------------- | ----------------------------------------- | ----------------------------------------- | ------------ |
| 1 | 3                                         | Victor Hănescu                            | 562                                       | 11                                        | 64           |
| 2 | 2                                         | Paolo Lorenzi                             | 510                                       | 13                                        | 63           |
| 3 |                                           | Martin Kližan                             | 483                                       | 12                                        |              |
| 4 | 5                                         | Aljaž Bedene                              | 471                                       | 15                                        | 98           |
| 5 |                                           | Andrej Kuznecov                           | 459                                       | 16                                        |              |
| 6 |                                           | Jerzy Janowicz                            | 450                                       | 14                                        |              |
| 7 |                                           | Evgenij Donskoj                           | 445                                       | 20                                        |              |
| 8 |                                           | Tatsuma Itō                               | 438                                       | 11                                        |              |
| 9 | 7                                         | Guido Pella                               | 426                                       | 18                                        | 124          |
| 10 |                                           | Daniel Gimeno Traver                      | 423                                       | 14                                        |              |
| 11 |                                           | Andreas Haider-Maurer                     | 421                                       | 20                                        |              |
| 12 |                                           | Roberto Bautista Agut                     | 416                                       | 11                                        |              |
| 13 |                                           | Grega Žemlja                              | 399                                       | 15                                        |              |
| 14 | 4                                         | Rubén Ramírez Hidalgo                     | 393                                       | 15                                        | 96           |
| 15 | 8                                         | Gastão Elias                              | 392                                       | 24                                        | 144          |
| 16 |                                           | João Sousa                                | 391                                       | 23                                        |              |
| 17 |                                           | Gō Soeda                                  | 385                                       | 11                                        |              |
| 18 |                                           | Igor Sijsling                             | 385                                       | 12                                        |              |
| 19 |                                           | Simone Bolelli                            | 385                                       | 15                                        |              |
| 20 | 6                                         | Adrian Ungur                              | 382                                       | 16                                        | 112          |
| 113 | 1                                         | Thomaz Bellucci                           | 155                                       | 2                                         | 33           |
| 1 ATP Year-To-Date Challenger Rankings al 5 novembre 2012. 2 Teste di serie basate sull'ATP Singles Rankings del 26 novembre 2012. |                                           |                                           |                                           |                                           |              |
| Legenda |                                           |                                           |                                           |                                           |              |
| Qualificati |                                           |                                           |                                           |                                           |              |
| Wildcard |                                           |                                           |                                           |                                           |              |
| Non partecipanti |                                           |                                           |                                           |                                           |              |

## Testa a testa
|   |                       | Bellucci | Lorenzi | Hănescu | Ramírez Hidalgo | Bedene | Ungur | Pella | Elias | Totale |
| 1 | Thomaz Bellucci       |          | 0-1     | 1-0     | 1-1             | 0-0    | 0-0   | 0-0   | 0-0   | 2-2    |
| 2 | Paolo Lorenzi         | 1-0      |         | 1-1     | 1-3             | 0-0    | 0-1   | 1-4   | 1-1   | 5-10   |
| 3 | Victor Hănescu        | 0-1      | 1-1     |         | 1-0             | 0-0    | 0-0   | 1-1   | 0-0   | 3-3    |
| 4 | Rubén Ramírez Hidalgo | 1-1      | 3-1     | 0-1     |                 | 1-1    | 0-1   | 1-4   | 1-2   | 7-11   |
| 5 | Aljaž Bedene          | 0-0      | 0-0     | 0-0     | 1-1             |        | 0-0   | 0-0   | 0-0   | 1-1    |
| 6 | Adrian Ungur          | 0-0      | 4-1     | 1-1     | 4-1             | 0-0    |       | 0-0   | 0-0   | 9-3    |
| 7 | Guido Pella           | 0-0      | 1-0     | 0-0     | 1-0             | 0-0    | 0-0   |       | 0-0   | 2-0    |
| 8 | Gastão Elias          | 0-0      | 1-1     | 0-0     | 2-1             | 0-0    | 0-0   | 0-0   |       | 3-2    |

## Calendario

### Giorno 1: 27 novembre 2012
| Incontri      | Incontri           | Incontri                  | Incontri         |
| Gruppo        | Vincitore          | Perdente                  | Punteggio        |
| ------------- | ------------------ | ------------------------- | ---------------- |
| Gruppo Giallo | Victor Hănescu [3] | Aljaž Bedene [5]          | 7–6(5), 7–6(5)   |
| Gruppo Giallo | Paolo Lorenzi [2]  | Gastão Elias [8]          | 7-5, 6-2         |
| Gruppo Verde  | Adrian Ungur [6]   | Rubén Ramírez Hidalgo [4] | 6-4, 4-6, 6-2    |
| Gruppo Verde  | Guido Pella [7]    | Thomaz Bellucci [1/WC]    | 4-6, 7–6(5), 7-5 |

### Giorno 2: 28 novembre 2012
| Incontri      | Incontri                  | Incontri             | Incontri            |
| Gruppo        | Vincitore                 | Perdente             | Punteggio           |
| ------------- | ------------------------- | -------------------- | ------------------- |
| Gruppo Giallo | Aljaž Bedene [5]          | Gastão Elias [8]     | 6-3, 6(5)–7, 6-3    |
| Gruppo Giallo | Victor Hănescu [3]        | Paolo Lorenzi [2]    | 6-3, 6-4            |
| Gruppo Verde  | Adrian Ungur [6]          | Guido Pella [7]      | 4-6, 7–6(6), 7–6(5) |
| Gruppo Verde  | Rubén Ramírez Hidalgo [4] | Thiago Alves [9/Alt] | 6-3, 7–6(3)         |

### Giorno 3: 29 novembre 2012
| Incontri      | Incontri             | Incontri                  | Incontri      |
| Gruppo        | Vincitore            | Perdente                  | Punteggio     |
| ------------- | -------------------- | ------------------------- | ------------- |
| Gruppo Giallo | Gastão Elias [8]     | Victor Hănescu [3]        | 3-6, 7-5, 6-3 |
| Gruppo Giallo | Aljaž Bedene [5]     | Paolo Lorenzi [2]         | 6-1, 6-3      |
| Gruppo Verde  | Thiago Alves [9/Alt] | Adrian Ungur [6]          | 7–6(6), 6-2   |
| Gruppo Verde  | Guido Pella [7]      | Rubén Ramírez Hidalgo [4] | 7–6(4), 6-2   |

### Giorno 4: 30 novembre 2012
| Incontri   | Incontri         | Incontri           | Incontri    |
| Gruppo     | Vincitore        | Perdente           | Punteggio   |
| ---------- | ---------------- | ------------------ | ----------- |
| Semifinali | Adrian Ungur [6] | Aljaž Bedene [5]   | 6-4, 6-1    |
| Semifinali | Guido Pella [7]  | Victor Hănescu [3] | 7–6(3), 6-2 |

### Giorno 5: 1º dicembre 2012
| Incontri | Incontri        | Incontri         | Incontri            |
| Gruppo   | Vincitore       | Perdente         | Punteggio           |
| -------- | --------------- | ---------------- | ------------------- |
| Finale   | Guido Pella [7] | Adrian Ungur [6] | 6-3, 6(4)–7, 7–6(4) |

## Punti e montepremi
Il totale del montepremi ammonta a 220 000 dollari.
| Turno                       | Montepremi | Punti |
| --------------------------- | ---------- | ----- |
| Campione senza sconfitte    | $91,200    | 125   |
| Vincitore                   | $45,000    | 50    |
| Semifinale                  | $21,000    | 30    |
| Vittoria di un march del RR | $6,300     | 15    |
| Partecipazione              | $6,300     | -     |
| Riserva                     | $3,500     | -     |

## Campione
Guido Pella ha sconfitto in finale  Adrian Ungur per 6-3, 6(4)–7, 7–6(4).